# Kolio Etuale
Kolio Etuale (Lotofaga, 17 marzo 1973) è un vescovo cattolico samoano, dal 29 aprile 2023 vescovo di Samoa-Pago Pago.

## Biografia
Nasce a Lotofaga, un villaggio sulla costa meridionale dell'isola di Upola nelle Samoa, il 17 marzo 1973.

### Formazione e ministero sacerdotale
Dopo aver ricevuto la formazione presso il Mount Angel Seminary in Oregon, negli Stati Uniti d'America, consegue il baccalaureato in filosofia e un master of divinity.
Il 5 ottobre 2002 è ordinato diacono, nell'abbazia benedettina di Mount Angel, in Oregon, dal vescovo John Quinn Weitzel, che il 29 marzo 2003 lo ordina anche presbitero, nella cattedrale della Sacra Famiglia a Tafuna, per la diocesi di Samoa-Pago Pago.
Dopo l'ordinazione svolge i seguenti incarichi:
- cappellano della Marist High School in Fa'asao (dal 2003 al 2007);
- rettore della cattedrale del Sacro Cuore (dal 2003 al 2007);
- istruttore del programma di formazione per catechisti (dal 2004 al 2007);
- direttore diocesano della pastorale vocazionale (dal 2004 al 2007);
- parroco della parrocchia di San Paolo in 'Ili'ili (dal 2007 al 2010);
- amministratore parrocchiale della parrocchia di San Giuseppe Lavoratore in Futiga (dal 2007 al 2010);
- membro del collegio dei consultori (dal 2007 al 2013);
- cappellano della scuola elementare Santa Teresa (dal 2007 al 2009);
- vicario giudiziale (dal 2009 al 2012);
- direttore diocesano per la pastorale giovanile (dal 2010 al 2012);
- parroco della parrocchia della Santa Croce in Leone (dal 2010 al 2017);
- parroco della parrocchia di San Pietro (dal 2010 al 2021);
- amministratore parrocchiale della parrocchia di San Giuseppe Lavoratore (dal 2010 al 2021)

Dal 2021 fino alla nomina episcopale è cancelliere della diocesi di Samoa-Pago Pago e rettore della cattedrale della Sacra Famiglia in Fatu-o-Aiga.

### Ministero episcopale
Il 4 agosto 2022 papa Francesco lo nomina vescovo coadiutore di Samoa-Pago Pago. Il 4 novembre seguente riceve l'ordinazione episcopale, nella cattedrale della Sacra Famiglia a Tafuna, dal vescovo Peter Hugh Brown, coconsacranti gli arcivescovi Alapati Lui Mataeliga, arcivescovo metropolita di Samoa-Apia, e Novatus Rugambwa, nunzio apostolico in Nuova Zelanda, Figi, Palau, Isole Marshall, Kiribati, Nauru, Tonga, Samoa, Isole Cook e Stati Federati di Micronesia e delegato apostolico nell'Oceano Pacifico. Il 29 aprile 2023 succede alla medesima sede.

## Genealogia episcopale
La genealogia episcopale è:
- Cardinale Scipione Rebiba
- Cardinale Giulio Antonio Santori
- Cardinale Girolamo Bernerio, O.P.
- Arcivescovo Galeazzo Sanvitale
- Cardinale Ludovico Ludovisi
- Cardinale Luigi Caetani
- Cardinale Ulderico Carpegna
- Cardinale Paluzzo Paluzzi Altieri degli Albertoni
- Papa Benedetto XIII
- Papa Benedetto XIV
- Cardinale Enrico Enriquez
- Arcivescovo Manuel Quintano Bonifaz
- Cardinale Buenaventura Córdoba Espinosa de la Cerda
- Cardinale Giuseppe Maria Doria Pamphilj
- Papa Pio VIII
- Papa Pio IX
- Cardinale Gustav Adolf von Hohenlohe-Schillingsfürst
- Arcivescovo Salvatore Magnasco
- Cardinale Gaetano Alimonda
- Cardinale Agostino Richelmy
- Vescovo Giuseppe Castelli
- Vescovo Gaudenzio Binaschi
- Arcivescovo Albino Mensa
- Cardinale Tarcisio Bertone, S.D.B.
- Arcivescovo Martin Krebs
- Vescovo Peter Hugh Brown, C.SS.R.
- Vescovo Kolio Etuale